# Rudolf Schindler
Rudolf Michael Schindler (Vienna, 10 settembre 1887 – Los Angeles, 22 agosto 1953) è stato un architetto austriaco.
Rudolf Schindler nacque a Vienna da padre praghese, impegnato nell'artigianato del legno e del ferro.

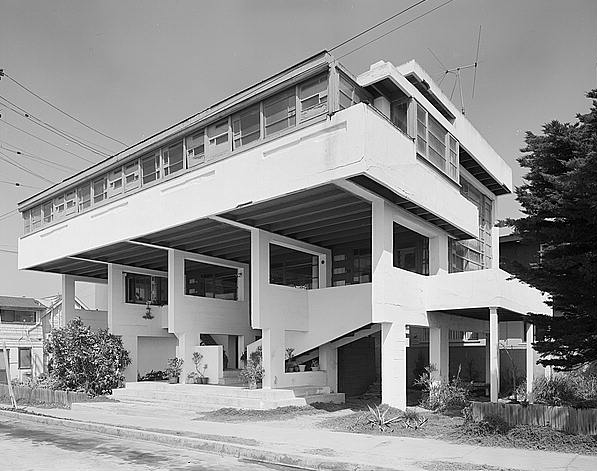
Lovell Beach House, Los Angeles California

Frequentò l'università tecnica di Vienna e in seguito si diplomò in architettura all'Accademia di belle arti di Vienna, dove fu influenzato in particolare dal professor Carl König e dai lavori di Frank Lloyd Wright grazie al suo Ausgeführte Bauten. Altre presenze accademiche che tuttavia ebbero un'influenza limitata su Schindler furono Otto Wagner e Adolf Loos.
Nel 1912 fece la conoscenza di Richard Neutra, con il quale condivise parte della vita e della carriera, da amico e rivale: entrambi si trasferirono a Los Angeles passando per Chicago, ottennero riconoscimento per aver sviluppato lo stile modernista adattandolo al clima della California, lavorarono per gli stessi committenti e condivisero, assieme alle mogli, uno studio progettato da Schindler come abitazione e luogo di lavoro.